# Elly Corstjens
Elly Corstjens (Hedel, 1940) is een Nederlandse beeldhouwster.

## Leven en werk
Corstjens volgde de opleiding aan de Kunstacademie Artibus te Utrecht. Zij is als beeldend kunstenaar gevestigd geweest in Hattem en heeft een atelier in Apeldoorn. Corstjens is deelneemster aan de Stichting Ateliers Apeldoorn. Haar werk is figuratief, meestal mensen en/of dieren. Beelden van haar in de publieke ruimte zijn onder meer een standbeeld van twee kinderen, dat geplaatst werd ter gelegenheid van het 125-jarig bestaan van een protestants-christelijke school in Lieren. In Beekbergen staat het door haar gemaakte beeld van freule Hartsen, een evangeliste en drankbestrijdster. Naast beelden vervaardigt zij ook wandkleden. Diverse van haar werken zijn gekocht door publieke instellingen als ziekenhuizen en kerken, waaronder de Protestantse Kerk in Klarenbeek. Met haar zoon, de goud- en edelsmid Remy Verzantvoort, exposeerde zij bronzen beelden en sieraden. 

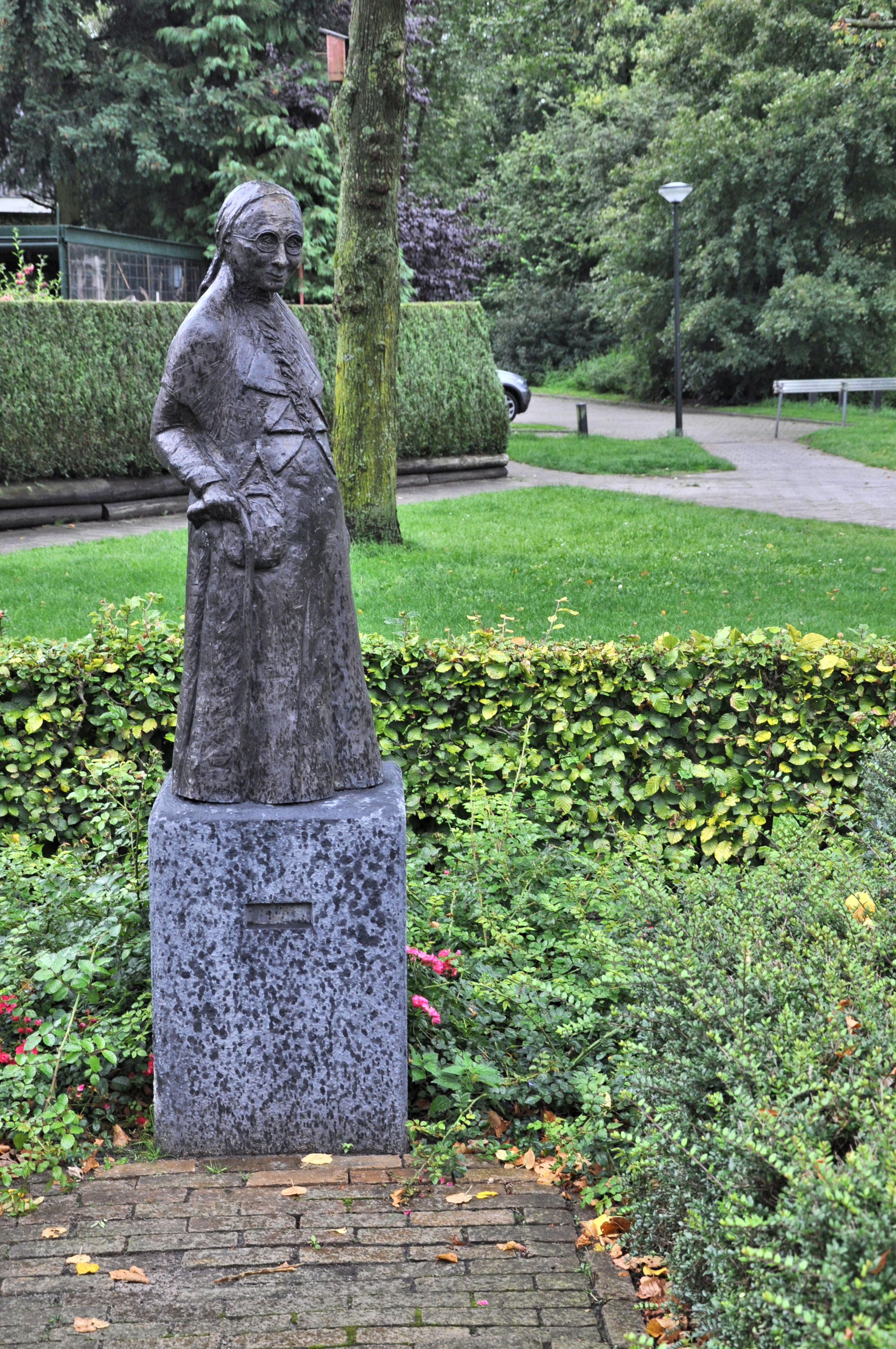
Freule Hartsen, door Elly Corstjens

- RKD-Nederlands Instituut voor Kunstgeschiedenis: 123801